# Phyllachora microstegia
Phyllachora microstegia är en svampart som beskrevs av Syd. 1924. Phyllachora microstegia ingår i släktet Phyllachora och familjen Phyllachoraceae.   Inga underarter finns listade i Catalogue of Life.